# Lotnisko Eisenach-Kindel
Lotnisko Eisenach-Kindel (kod ICAO: EDGE) znajduje się 12 km na północny wschód od Eisenach w powiecie Wartburgkreis, kraju związkowym Turyngia w Niemczech. Lotnisko cywilne służy do lotów sportowych, prywatnych i biznesowych. Lotnisko może przyjmować samoloty, śmigłowce i inne typy statków powietrznych. W 2008 roku odbywały się na tym lotnisku międzynarodowe zawody lotnicze, Śmigłowcowe Mistrzostwa Świata zorganizowane pod auspicjami Międzynarodowej Federacji Lotniczej (FAI).